# Boušín

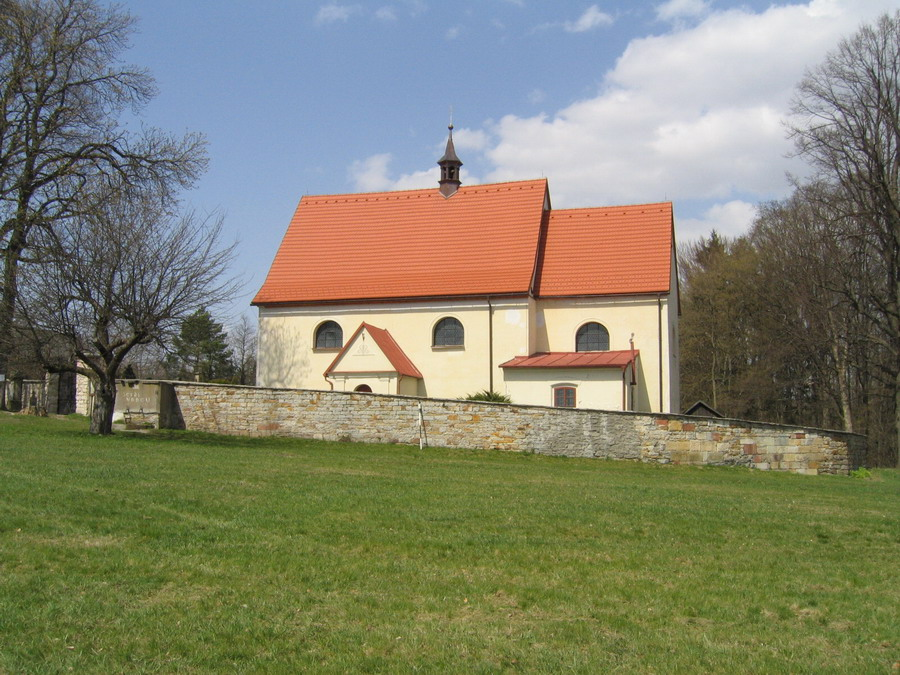
Kostel Navštívení Panny Marie v Boušíně

Boušín (dříve Bohušín, německy Bauschin, dříve Boschin) je osada tvořící základní sídelní jednotku obce Slatina nad Úpou v okrese Náchod v Královéhradeckém kraji.

## Poloha

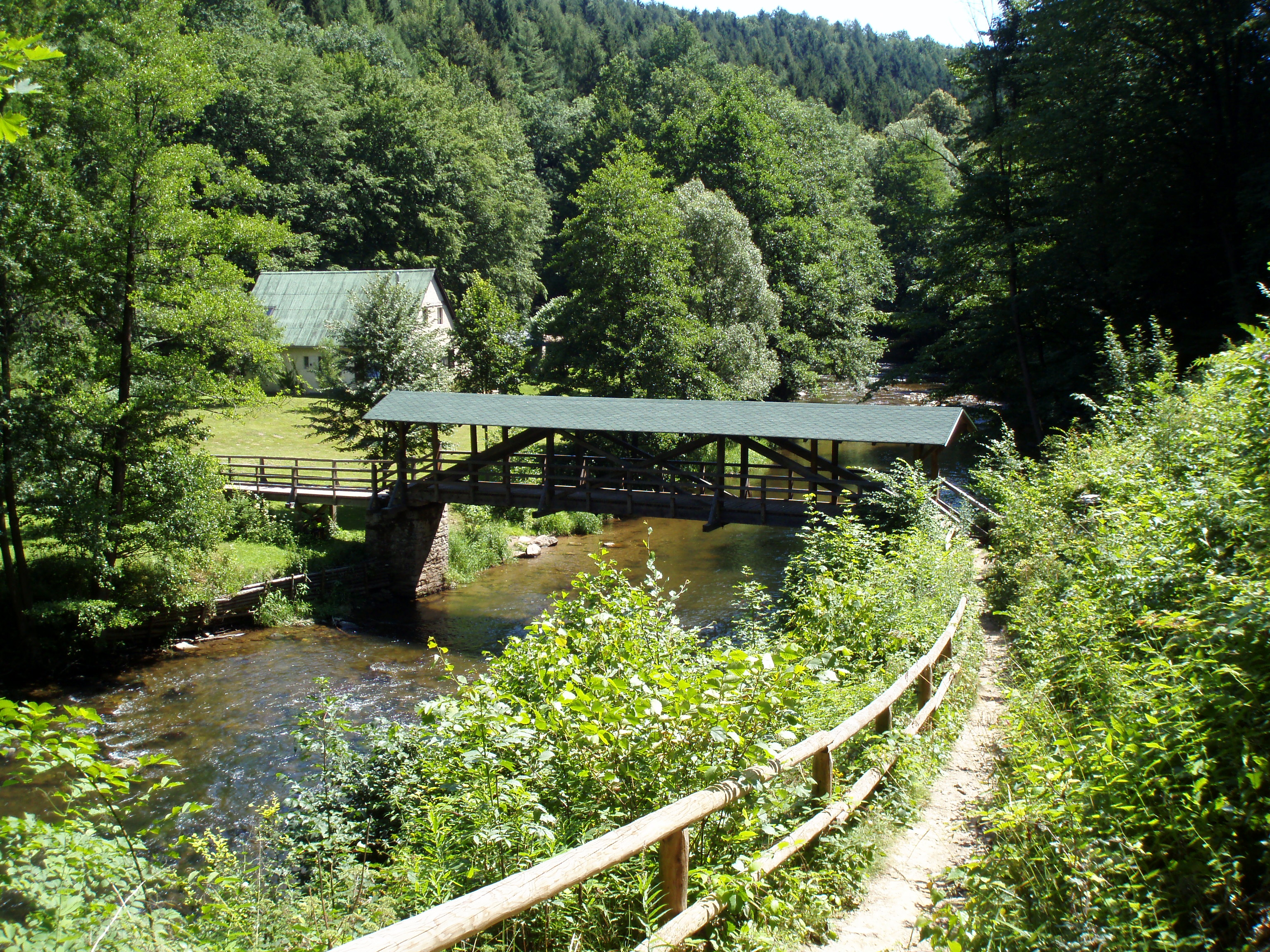
Boušínská dřevěná lávka přes Úpu

Boušín leží na levém břehu Úpy v oblasti Babiččina údolí. Sousedními obcemi jsou Červený Kostelec na severovýchodě, Zábrodí a Olešnice na východě, Červená Hora na jihovýchodě, Rýzmburk, Žernov a Ratibořice na jihu, Litoboř a Slatina nad Úpou na jihozápadě a Havlovice na severozápadě.

## Dějiny
Podle historika Josefa Myslimíra Ludvíka byl boušínský kostel postaven ve druhé polovině 12. století kladským purkrabím Bohušínem, zvaným „Bohušín Bradatý“. Písemně je kostel zmiňován až ve 2. polovině 13. století, v době, kdy Boušín náležel k rýzmburskému panství.
Podle konfirmačních knih, které vytvořil první pražský arcibiskup Arnošt z Pardubic, zde v roce 1350 byla farnost, jejímž prvním farářem byl Dětřich (Jetřich), který byl údajně spřízněn s arcibiskupem. Během husitských válek farnost zpustla.
V roce 1534 přešel Boušín spolu s Rýzmburkem k Náchodskému panství, s nímž zůstal spojen (vyjma let 1595-1601), až do zrušení patrimonálního panství.
Před polovinou 19. století v Boušíně žilo 30 obyvatel, byl zde farní kostel, fara a čtyři chalupníci. Do boušínské farnosti patřily také vsi Slatina a Mečov.
Boušín se objevuje v prvním a druhém dílu historického románu Aloise Jiráska „U nás“.

## Pamětihodnosti
- Kostel Navštívení Panny Marie nechal postavit v letech 1681–1692 vévoda Lorenzo Piccolomini, majitel a patronNáchodského panství. Kostel byl postaven na místě staršího dřevěného kostela z druhé poloviny 12. století. Hlavní oltářní obraz Navštívení Panny Marie vytvořil v roce 1856 malíř Gustav Vacek z Červeného Kostelce.
- Barokní fara v Boušíně byla postavena z iniciativy vdovy po vévodovi Piccolominim, Anny Viktorie Piccolominiové, rozené Libštejnské z Kolovrat (1667–1738). V roce 1831 byla fara zrekonstruována.
- Kaple nad zázračným pramenem Studánky postavená v letech 1728–1730.
- Piccolominská kaplička poblíž mostu přes Úpu. Roku 1694 ji nechal postavit vévoda Lorenzo Piccolomini, majitel panství. 4. července 1694 při pouti do Boušína jel jeho kočár od Červené Hory přes dřevěný most, který se pod zátěží rozlomil uprostřed a vévoda a jeho společník s celým povozem spadl do Úpy. Při incidentu nebyl nikdo zraněn, proto nechal vévoda z vděčnosti postavit kapli, vyzdobenou malbami zobrazujícími tuto událost.[4]

## Osobnosti
- Josef Myslimír Ludvík (1796–1856), český, patrioticky smýšlející spisovatel a římskokatolický kněz, farář v Boušíně v letech 1846–1848